# Kortesaari (ö i Södra Savolax, Nyslott, lat 61,84, long 29,62)
Kortesaari är en ö i Finland. Den ligger i sjön Puruvesi och i kommunen Nyslott i  landskapet Södra Savolax, i den sydöstra delen av landet, 300 km nordost om huvudstaden Helsingfors. Öns area är 3,5 hektar och dess största längd är 340 meter i sydöst-nordvästlig riktning.